# Matchless Model 7
Het Matchless Model 7 (ook wel: Matchless Two Speed 8 HP en Matchless Model 7 8 HP Twin) was een motorfiets die het Britse merk Matchless in 1912 op de markt bracht. 

## Voorgeschiedenis
Matchless was in 1878 opgericht als rijwielfabriek door Henry Herbert Collier. In 1899 begon Collier te experimenteren met clip-on motoren van De Dion, die hij eerst boven het voorwiel, later onder het zadel en uiteindelijk bij de trapperas monteerde. In de loop van de jaren nul werd een flink aantal motorfietsmodellen gebouwd, altijd met inbouwmotoren van andere bedrijven, zoals MMC, MAG, Antoine, White & Poppe en vooral JAP. Collier's zoons Harry (1884) en Charlie (1885) kwamen al op jonge leeftijd in het bedrijf en zorgden voor veel reclame in de motorsport. Zij waren de mede-initiatiefnemers van de Isle of Man TT, die ze beiden (Charlie 2x en Harry 1x) wisten te winnen met motorfietsen uit het eigen bedrijf. Rond 1909 waren ze ook al betrokken bij de ontwikkeling van nieuwe modellen, waaronder hun eigen racemotoren. In 1912 ontwikkelden de broers al hun eigen motorblokken.

## Model 7
Het Model 7 (ook wel: Model 7 8 HP Twin) kreeg echter geen eigen motor, maar een V-twin van JAP. Het was bedoeld als zijspantrekker en volgde daarmee de Matchless 6 HP uit 1909 op. Bij dit model waren enkele speciale voorzieningen voor zijspangebruik toegepast: allereerst de dubbele riemaandrijving naar het achterwiel en daarnaast de Hutchinson 650 x 65 autoband op het achterwiel. Hij zijspanwiel werkte als een zwenkwiel, maar minder ervaren rijders konden het ook in de rechtuitstand fixeren. Een nieuwigheid was de trommelrem met bronzen remschoenen in het achterwiel. Het voorwiel had een meer gebruikelijke velgrem, die wel dubbel was uitgevoerd. De achterrem was voetbediend, de voorrem was handbediend. De carburateur en de kleplichter werden bediend met manettes op het stuur, de voorontsteking met een draaihendel naast de tank. De zijspantrekker was ook een van de weinige modellen uit dit bouwjaar dat geen aanfietsketting en -pedalen had. In plaats daarvan was er een zwengel. De machine werd gestart door het achterwiel op de klapstandaard te zetten en de zwengel naar voren te draaien. Een kort kettinkje bracht het achterwiel in beweging, dat op zijn beurt via de aandrijfriemen de krukas draaide, waardoor de motor startte. Om dit te vergemakkelijken was er een kleplichter gemonteerd. Het 8pk-blok moest in principe sterk genoeg zijn om de zijspancombinatie te trekken. Matchless bood voor andere modellen de "Matchless Six Speed Gear" aan. Dat was een van Zenith gekocht systeem met verstelbare poelie dat leek op de latere variomatic. Bij dit model werd dat systeem niet aangeboden, waarschijnlijk omdat het vanwege de dubbele aandrijfriem niet mogelijk was. In plaats daarvan werd de achternaaf voorzien van een tweeversnellingsnaaf met free engine hub. De machine kostte 70 Guineas, waarvoor ze werd aangeboden met twee standaards, een gereedschapstas op de tank en het bijbehorende boordgereedschap. De carbidlampen op het model op de foto's waren niet standaard, evenmin als de claxons. Klanten die geen zijspan lieten monteren konden de machine laten uitvoeren met aanfietsketting en pedalen. 

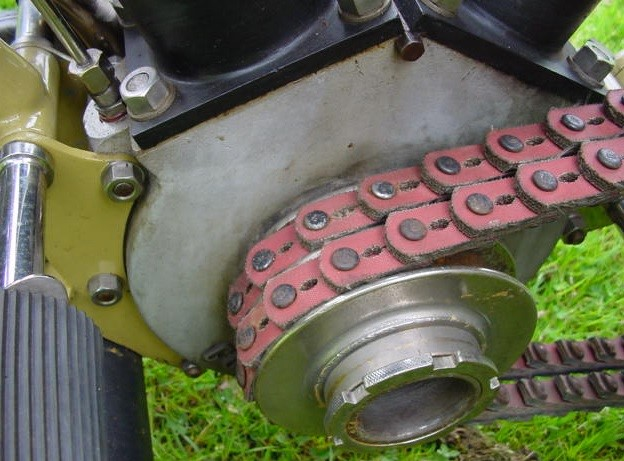
De machine had dubbele riemaandrijving naar het achterwiel, enerzijds om het koppel aan te kunnen, anderzijds vanwege het gewicht van het zijspan.
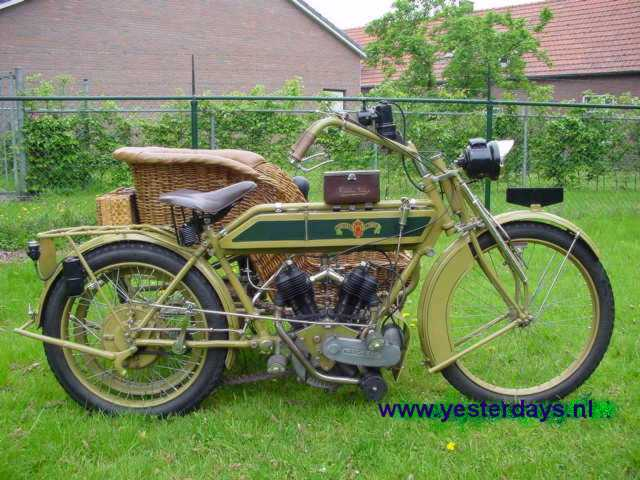
Het Model 7 was robuust, maar had dezelfde opbouw als de andere 1912-modellen: een open brugframe, Girder-voorvork en geen achtervering.
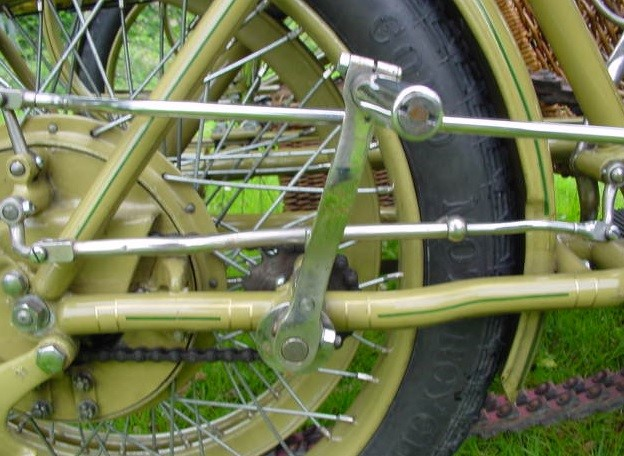
De zwengel werkte met een kettinkje via het achterwiel. Als dit draaide dreef de aandrijfriem de krukas aan om de motor te starten. De bovenste stang bedient de trommelrem, de onderste de tweeversnellingsnaaf
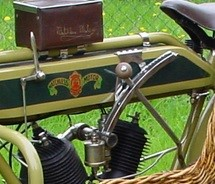
Links van de tank de schakelhefboom en het draaihendel voor de voorontsteking
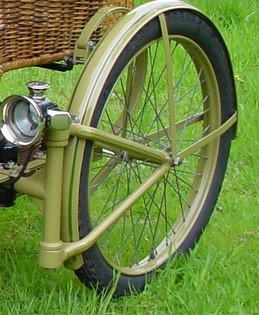
Het zijspanwiel had een soort van balhoofd, waardoor het als een zwenkwiel werkte.
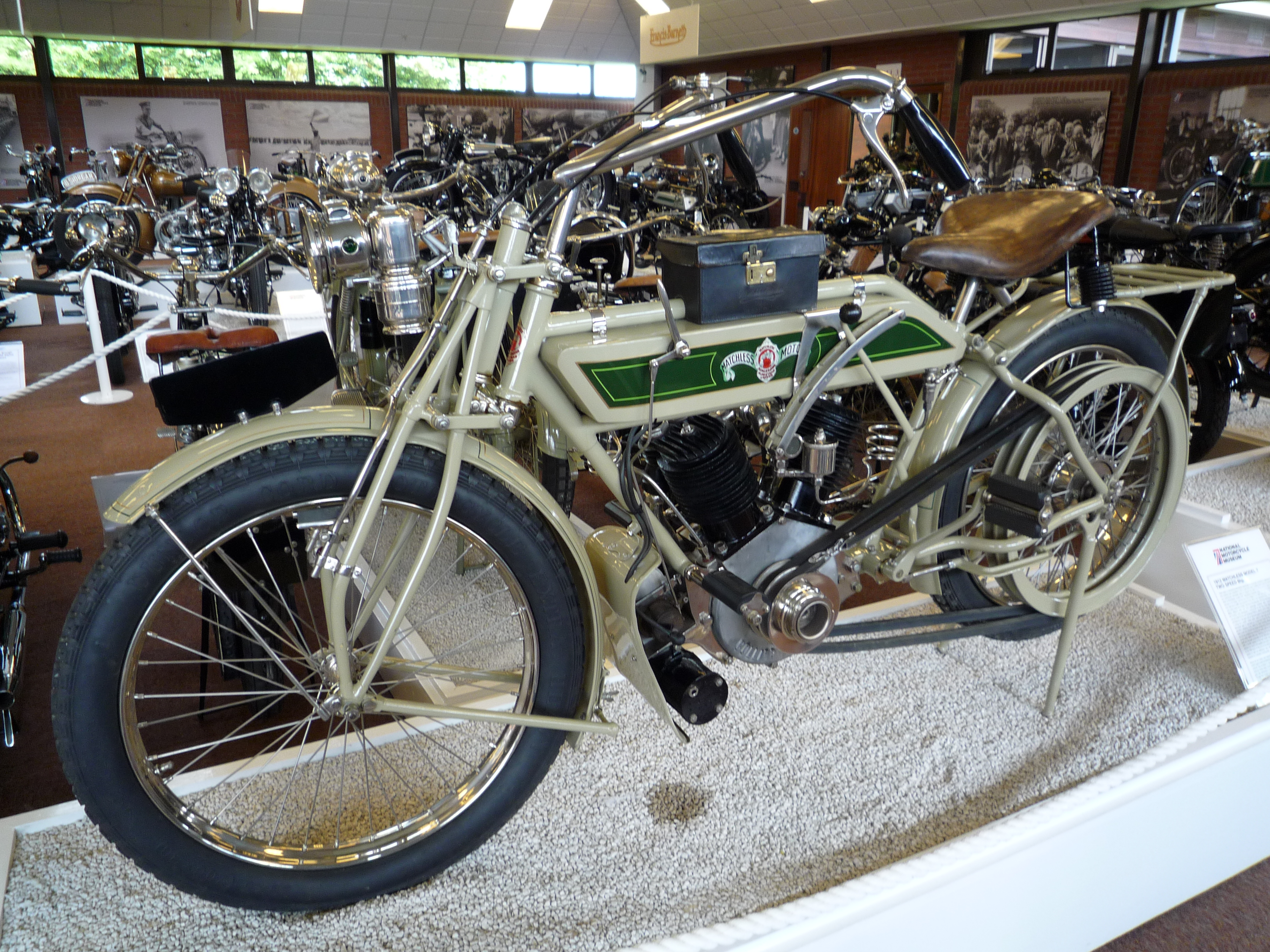
Wie geen zijspan hoefde kon de machine met aanfietsketting en pedalen bestellen.